# Скулптура Анђео смрти у Београду
Скулптура Анђео смрти, позната и као Геније смрти дело је југословенског и хрватског вајара и архитекте Ивана Мештровића, а настала је 1911. године.

## Опште информације
Ова скулптура из збирке Народног музеја Србије настала је пред велику Међународну изложбу у Риму 1911. године, а постављена је на Калемегдану 19. априла 2011. године испред Уметничког павиљона „Цвијета Зузорић” на крају манифестације Дани Београда на Малом Калемегдану.
Фигура је настала према нацртима Петра Бајаловића уз интервенције Мештровића и Томе Росандића, у парку виле Ђулија подигла национални павиљон у којем су изложена дела најзначајнијих уметника са простора бивше СФРЈ. Мештровићева идеја била је да скулптура стоји као пилон испред павиљона. Улаз у зграду фланкирале су две куле с куполама степенастих калота, на чијим је врховима био постављен по један Мештровићев крилати геније, тј. скулптура „Анђео смрти”.